# دييغو تونيتو
دييغو تونيتو (بالإسبانية: Diego Tonetto)‏ هو لاعب كرة قدم أرجنتيني في مركز نصف الجناح، ولد في 5 ديسمبر 1988 في Guaymallén ‏ في الأرجنتين. لعب مع ديفنسا خوستيكا وفيرو كاريل أويستي ونادي لوغو.

## وصلات خارجية
- دييغو تونيتو على موقع إي إس بي إن إف سي (الإنجليزية)
- دييغو تونيتو على موقع قاعدة بيانات كرة القدم.إي يو (الإنجليزية)
- دييغو تونيتو على موقع Soccerway.com (الإنجليزية)
- دييغو تونيتو على موقع AS.com (الإسبانية)